# HTR3D
HTR3D (англ. 5-hydroxytryptamine receptor 3D) – білок, який кодується однойменним геном, розташованим у людей на короткому плечі 3-ї хромосоми.  Довжина поліпептидного ланцюга білка становить 454 амінокислот, а молекулярна маса — 50 191.
| 10         |  | 20         |  | 30         |  | 40         |  | 50         |
| ---------- |  | ---------- |  | ---------- |  | ---------- |  | ---------- |
| MQKHSPGPPA |  | LALLSQSLLT |  | TGNGDTLIIN |  | CPGFGQHRVD |  | PAAFQAVFDR |
| KAIGPVTNYS |  | VATHVNISFT |  | LSAIWNCYSR |  | IHTFNCHHAR |  | PWHNQFVQWN |
| PDECGGIKKS |  | GMATENLWLS |  | DVFIEESVDQ |  | TPAGLMASMS |  | IVKATSNTIS |
| QCGWSASANW |  | TPSISPSMDR |  | ARAWRRMSRS |  | FQIHHRTSFR |  | TRREWVLLGI |
| QKRTIKVTVA |  | TNQYEQAIFH |  | VAIRRRCRPS |  | PYVVNFLVPS |  | GILIAIDALS |
| FYLPLESGNC |  | APFKMTVLLG |  | YSVFLLMMND |  | LLPATSTSSH |  | ASLVAPLALM |
| QTPLPAGVYF |  | ALCLSLMVGS |  | LLETIFITHL |  | LHVATTQPLP |  | LPRWLHSLLL |
| HCTGQGRCCP |  | TAPQKGNKGP |  | GLTPTHLPGV |  | KEPEVSAGQM |  | PGPGEAELTG |
| GSEWTRAQRE |  | HEAQKQHSVE |  | LWVQFSHAMD |  | ALLFRLYLLF |  | MASSIITVIC |
| LWNT       |  |            |  |            |  |            |  |            |

A: Аланін

C: Цистеїн

D: Аспарагінова кислота

E: Глутамінова кислота

F: Фенілаланін

G: Гліцин

H: Гістидин

I: Ізолейцин

K: Лізин

L: Лейцин

M: Метіонін

N: Аспарагін

P: Пролін

Q: Глутамін

R: Аргінін

S: Серин

T: Треонін

V: Валін

W: Триптофан

Кодований геном білок за функціями належить до рецепторів, іонних каналів. 
Задіяний у таких біологічних процесах як транспорт іонів, транспорт, поліморфізм, альтернативний сплайсинг. 
Локалізований у клітинній мембрані, мембрані.